# Tour de Fundali
La tour de Fundali est une tour seigneuriale carrée partiellement ruinée situé dans l'ancien village de Spergane à Luri, au Cap Corse. Au XVIe siècle, cette tour servait de résidence au seigneur de Luri Supranu

## Localisation
Spergane (ou Spercane) est un très ancien village fondé au IVe siècle av. J.-C. par les Phocéens qui lui ont donné ce nom à cause des précipices (grec sperkhnos) qui l'entourent. Ce petit village d'une dizaine de petites maisons groupées, étagées le long d'une arête rocheuse, n'est accessible qu'à pied. Il possède une petite chapelle Sant'Antone.
En bas de Spergane, on découvre les ruines de la chapelle San Ghiseppu, et plus bas encore, (latin fundulus), « au fond » du village, se trouve la tour carrée de Fundali à proximité d'un ruisseau.
Près de la tour, une petite mine d'antimoine était autrefois exploitée. Existait aussi un grand baraquement pour segantini, scieurs de long italiens venus effectuer des coupes dans les forêts de Luri.

## Historique
Au XVIe siècle, cette tour a servi de résidence au seigneur de Luri Supranu. L'un d'eux, Marco Gentile Bartolomei, époux de Marfisa (fille de Vincent de Gentile) eut un fils Angelo Bartolomei. Celui-ci avec deux autres notables de Luri, obtient en 1646 un droit de port d'armes pour douze personnes en plantant en cinq ans 40 000 pieds de vigne.
L'édifice est inscrit au titre des monuments historiques en janvier 2025,.